# دیپلماسی دفاعی
دیپلماسی دفاعی (انگلیسی: Defence diplomacy) در سیاست بین‌الملل، به تعقیب اهداف سیاست خارجی از طریق استفاده صلح‌آمیز از منابع و قابلیت‌های دفاعی اطلاق می‌شود. دیپلماسی دفاعی به‌عنوان مفهومی برای سازماندهی فعالیت‌های بین‌المللی مرتبط با دفاع، منشأ خود را در ارزیابی مجدد تأسیسات دفاعی غرب پس از جنگ سرد، به رهبری وزارت دفاع بریتانیا، آغاز کرد و اصلی بود که برای کمک به غرب برای کنار آمدن با محیط جدید امنیتی بین‌المللی تعریف گردید.